# Nedeljko Malić
Nedeljko Malić (szerb írással Недељко Малић) (Banja Luka, 1988. május 15. –) bosnyák korosztályos válogatott labdarúgó.

## Pályafutása
A bosnyák Banja Luka csapatába nevelkedett, majd 2005-ben az osztrák Mattersburg idegenlégiósa lett. 2008. április 5-én debütált az élvonalban az Austria Wien ellen, a 90. percben Ilco Naumoski cseréjeként. 2014 júliusában osztrák állampolgár lett.

## Sikerei, díjai
- Mattersburg
  - Erste Liga: 2014–15